# 투일리
투일리(Tuili)는 이탈리아 사르데냐주의 수드사르데냐도에 있는 코무네이다. 칼리아리에서 북쪽으로 약 60 킬로미터 (37 mi), 산루리에서 북동쪽으로 약 20 킬로미터 (12 mi) 떨어져 있다.
투일리는 다음 코무네와 접한다: 바루미니, 제스투리, 라스 플라사스, 파울리 아르바레이, 세추, 투리.